# 1442
Пізнє Середньовіччя •  Відродження •  Реконкіста •  Ганза •  Столітня війна •  Ацтецький потрійний союз •  Імперія інків

## Геополітична ситуація
Османську державу очолює Мурад II (до 1444). Імператором Візантії є Іоанн VIII Палеолог (до 1448), королем Німеччини — Фрідріх III. У Франції королює Карл VII Звитяжний (до 1461).
Апеннінський півострів розділений: північ належить Священній Римській імперії, середню частину займає Папська область, південь належить Неаполітанському королівству. Деякі міста півночі: Венеція, Флоренція, Генуя тощо, мають статус міст-республік.
Майже весь Піренейський півострів займають християнські Кастилія і Леон, де править Хуан II (до 1454), Арагонське королівство на чолі з Альфонсо V Великодушним (до 1458) та Португалія, де королює Афонсо V (до 1481). Під владою маврів залишилися тільки землі на самому півдні.
Генріх VI є королем Англії (до 1461). Норвегію, Данію та Швецію очолює Хрістофер Баварський (до 1448). Королем Угорщини та Богемії оголошено Ладіслав Постума. Королем польсько-литовської держави є Владислав III Варненчик (до 1444). Його також проголошено королем Угорщини. У Великому князівстві Литовському княжить Казимир IV Ягеллончик (до 1492).
Частина руських земель перебуває під владою Золотої Орди. Галичина входить до складу Польщі. Волинь належить Великому князівству Литовському. Московське князівство очолює Василь II Темний.
На заході євразійських степів від Золотої Орди відокремилися Казанське ханство, Кримське ханство, Ногайська орда. У Єгипті панують мамлюки, а Мариніди — у Магрибі. У Китаї править династія Мін. Значними державами Індостану є Делійський султанат, Бахмані, Віджаянагара. В Японії триває період Муроматі.
У Долині Мехіко править Ацтецький потрійний союз на чолі з Монтесумою I (до 1469). Цивілізація майя переживає посткласичний період. В Імперії інків править Панчакутек Юпанкі.

## Події
- Митрополитом Київським із осідком у Москві став Іона Одноушев.
- Війська Альфонсо V Арагонського захопили Неаполь. Він приєднав Неаполітанське королівство до своїх володінь.
- Янош Гуньяді завдав поразки турецьким військам у Трансильванії поблизу Сібіу.
- Влада II Дракула усунуто від влади у Волощині. Його тимчасово замінив Мірча Дракул, якого потім змістив Басараб II.
- Фрідріха III Габсбурга короновано королем Німеччини в Аахені.
- Хрістофер Баварський змістив з трону Норвегії Еріка Померанського й об'єднав під своїм правлінням Данію, Норвегію й Швецію.

## Народились
- 28 квітня — Едуард IV, перший король Англії (1461-1470, 1471-1483) з династії Йорків.